# Alejandro Fadel
Alejandro Fadel est un réalisateur, scénariste et producteur argentin, né le 1er janvier 1981 à Tunuyán dans la province de Mendoza.

## Biographie
Alejandro Fadel est né à Tunuyán dans la province de Mendoza, de parents agriculteurs. Il fait des études à l’université du cinema (FUC) de San Telmo dans la ville de Buenos Aires.
En 2004, il partage écriture et réalisation de son premier long métrage El amor - primera parte avec Martín Mauregui, Santiago Mitre et Juan Schnitman.
En 2008, il devient scénariste pour les films de Pablo Trapero tels que Leonera, Carancho (2010), La vida nueva (2011) et Elefante blanco (2012).

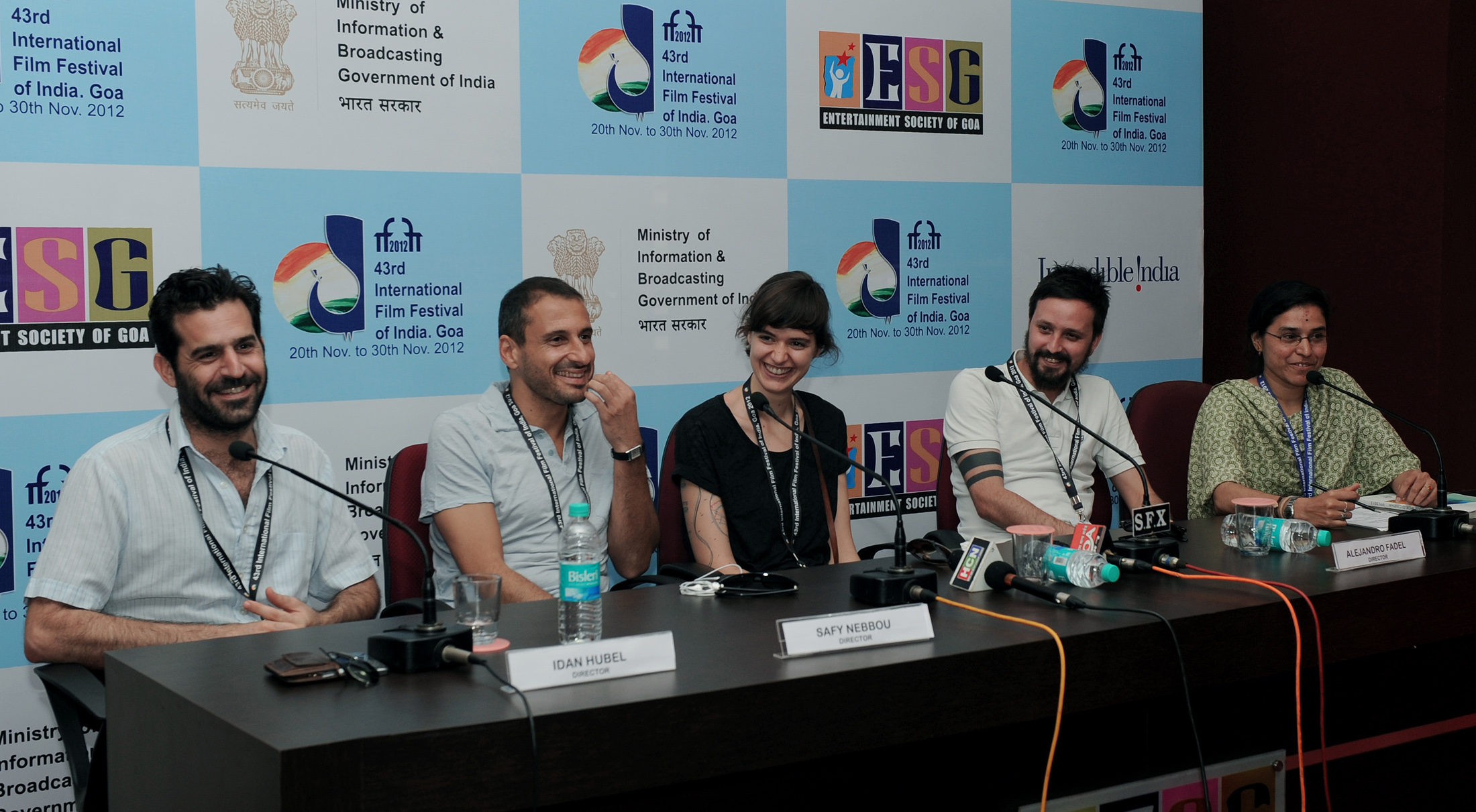
Safy Nebbou, Idan Hubel et Alejandro Fadel (troisième homme à droite) au festival international du film d'Inde en 2012.

En 2012, en tant que scénariste et réalisateur, il présente son premier film de western Los salvajes en avant-première à la semaine de la critique du festival de Cannes.
En hiver 2017, il réalise son second film d'horreur Meurs, monstre, meurs (Muere, monstruo, muere) dans la vallée d’Uco dans la province de Mendoza en pleine cordillère des Andes en Argentine,,. En avril 2018, on apprend que son film est sélectionné « Un certain regard » au festival de Cannes.
En 2018, il écrit avec Martín Mauregui pour le film dramatique Pickpockets: Maestros del robo) de Peter Webber.

## Filmographie

### En tant que réalisateur

#### Longs métrages
- 2005 : El amor - primera parte (coréalisateur)
- 2012 : Los salvajes
- 2018 : Meurs, monstre, meurs (Muere, monstruo, muere)

#### Courts métrages
- 1999 : La familia Peterson
- 2000 : ¿Qué hacemos con Pablito?
- 2002 : Sábado a la noche, domingo a la mañana
- 2002 : Moreno 342
- 2002 : Felipe
- 2002 : Bolero
- 2016 : Gallo Rojo (coréalisé avec Zamo Mkhwanazi)

### En tant que scénariste

#### Longs métrages
- 2005 : El amor - primera parte de Martín Jáuregui et lui-même  (coscénariste)
- 2008 : Leonera de Pablo Trapero
- 2010 : Carancho de Pablo Trapero
- 2011 : La vida nueva de  Santiago Palavecino
- 2012 : Los salvajes de lui-même
- 2012 : Elefante blanco de Pablo Trapero
- 2012 : 7 jours à La Havane (7 días en La Habana]) de Pablo Trapero[7]
- 2014 : Historias del canal de divers réalisateurs[8]
- 2018 : Pickpockets: Maestros del robo) de Peter Webber
- 2018 : Meurs, monstre, meurs (Muere, monstruo, muere) de lui-même
- 2019 : El Hombre del Futuro de Felipe Ríos Fuentes

#### Courts métrages
- 1999 : La familia Peterson de lui-même
- 2000 : ¿Qué hacemos con Pablito? de lui-même
- 2002 : Sábado a la noche, domingo a la mañana de lui-même
- 2002 : Moreno 342 de lui-même
- 2002 : Felipe de lui-même
- 2002 : Bolero de lui-même
- 2010 : Nómade de Pablo Trapero
- 2016 : Gallo Rojo  de lui-même et Zamo Mkhwanazi

#### Série télévisée
- 2010 : 25 miradas, 200 minutos (saison 1, épisode 24 : Nómade)

### En tant que producteur

#### Longs métrages
- 2012 : Los salvajes de lui-même
- 2018 : Meurs, monstre, meurs (Muere, monstruo, muere) de lui-même

#### Court métrage
- 2002 : Felipe de lui-même

## Distinctions
Sauf indication contraire, les informations mentionnées dans cette section peuvent être confirmées par la base de données cinématographiques IMDb,  présente dans la section « Liens externes ».

### Récompenses
- Festival du film latino-américain de Lima 2008 : Meilleur scénario pour Leonera de Pablo Trapero (partagé avec Martín Mauregui, Santiago Mitre et Pablo Trapero)
- Festival de Cannes 2012 - section « Semaine de la critique » : Soutien ACID/CCAS à la distribution pour Los salvajes
- Festival international de films de Fribourg 2013 : Prix spécial du Jury pour Los salvajes
- Festival international du film de Mar del Plata 2018 : Meilleure musique du film Meurs, monstre, meurs

### Nominations
- Festival de Cannes 2012 :
  - Section « Semaine de la critique » pour Los salvajes
  - Caméra d'Or pour Los salvajes
- Festival international de films de Fribourg 2013 : Grand prix pour Los salvajes
- Festival de Cannes 2018 : section « Un certain regard » pour Meurs, monstre, meurs
- Festival international du film de Mar del Plata 2018 : Meilleur film pour Meurs, monstre, meurs
- Festival international du film fantastique de Neuchâtel 2018 : Prix H. R. Giger Narcisse du meilleur film pour Meurs, monstre, meurs